# Blessing Liman
Blessing Liman (n. 13 martie 1984, Zangon Kataf, Kaduna de Sud, Nigeria) este un militar nigerian, membră a Forțelor Aeriene Nigeriene, cel mai bine cunoscută ca fiind prima femeie pilot militar din Nigeria.

## Date biografice
Blessing Liman s-a născut pe 13 martie 1984 în Zangon Kataf, statul Kaduna, nordul Nigeriei. Liman face parte din zona administrației locale Zangon Kataf din statul Kaduna, Nigeria. Blessing Liman a absolvit Colegiul Nigerian de Tehnologia Aviației, s-a înrolat în Forțele Aeriene Nigeriene în iulie 2011 și a fost angajată pe 9 decembrie 2011. În data de 27 aprilie 2012, ea a intrat în istorie ca prima femeie pilot de luptă din Nigeria, în cadrul eremoniei de decorare a treizeci de ofițeri de zbor de către șeful Statului Major Aerian, mareșalul aerian Mohammed Dikko Umar.